# رید ریببل
رید ریببل (به انگلیسی: Reid Ribble) نمایندهٔ حوزه انتخابیه هشتم ویسکانسین از حزب جمهوری‌خواه ایالات متحده آمریکا در مجلس نمایندگان ایالات متحده آمریکا است که برای نخستین‌بار در ۵۷ ژانویه ۲۰۱۱ میلادی به‌عضویت این مجلس درآمد.